# Наковалня
Вижте пояснителната страница за други значения на Наковалня.
Наковалнята е основен ковашки инструмент за гореща и студена обработка на метали и обработка на метали чрез пластична обработка. Наковалнята е един от главните инструменти за ковашка обработка на металите. Наковалнята е масивно приспособление, закрепено неподвижно към пода обикновено чрез масивна дървена основа.

## Устройство и използване на наковалните
При наковалните с различна конструкция главните елементи са:
- Рог
- Наличник (широка плоска част) с отвори
- Основа с „лапи“

## Типове наковални
Наковалнята представлява масивна метална опора, върху която се кове. По конструкция са:
- Безроги
- Еднороги
- Двуроги
- Еднороги конзолни
- Допълнителна наковалня за фино коване (руски: Шперак), която се закрепва към отвори на основната наковалня.
- клепало - малка преносима наковалня за клепане на коси

Наковалните от всички видове се препоръчва да се изработват от стомана СТ45, след което горните им части се термообработват до твърдост НВ 340—477.
В миналото наковалните са изработани чрез коване. Днес кованите наковални са рядкост. В миналото са изработвани от отделни парчета, които са заваряни и е добавяне горна стоманена плоча. Изработват се основно чрез отливане.

## В изкуството
Йохан Волфганг фон Гьоте в своето стихотворение „Кофтска песен“
```
Ще се дигаш или падаш, 
ще владееш и печелиш, 
ще робуваш и ще губиш, 
ще ликуваш или страдаш 
длъжен си да бъдеш тук 
наковалня или чук! 
(Du musst steigen oder sinken,
Du musst herrschen und gewinnen,
Oder dienen und verlieren,
Leiden oder triumphieren,
Amboss oder Hammer sein.)
```